# Camila Jourdan
Camila Jourdan é uma filósofa, pesquisadora e militante anarquista brasileira. É desde 2010 professora do departamento do filosofia da UERJ, onde já foi também coordenadora da pós-graduação.

## Vida e trajetória acadêmica
Fez sua graduação em filosofia na Universidade Federal do Rio de Janeiro, formando-se em 2002, Em 2005 terminou seu mestrado na PUC-Rio, com período sanduíche na Universidade Paris I, Sorbonne, na mesma PUC concluiu seu doutorado em filosofia em 2009. Em 2009-2010 foi bolsista CAPES-PRODOC na Universidade Federal do Paraná. Em 2010 tornou-se professora do departamento de filosofia da UERJ.
Seus trabalhos estão situados na interface entre filosofia da linguagem e filosofia política, tratando de Wittgenstein, Foucault, materialismo linguístico, construtivismo semântico e a falência do paradigma representacional na contemporaneidade.

## Processo durante os Protestos contra a Copa do Mundo de 2014
Em 2014, Camila Jourdan e outras 22 pessoas, foram acusados de vandalismo, posse de artefatos explosivos, incluindo bombas de fabricação artesanal (apreendidas na casa de Camila, que segundo seu advogado, Marino D'Icarahy, foram provas plantadas pela polícia), como também corrupção de menores e resistência à força policial, em um inquérito produzido pela Polícia Civil do Rio de Janeiro, de mais de 2.000 páginas. Camila Jourdan foi acusada de fazer parte da Organização Anarquista Terra e Liberdade (OATL), membro da Frente Independente Popular (FIP), que sofreu uma grande criminalização midiática e violenta repressão durante os Protestos no Brasil contra a Copa do Mundo FIFA de 2014. Também foram acusados de planejar incendiar a Câmara Municipal do Rio de Janeiro em agosto de 2013, durante uma ocupação do prédio conhecida como Ocupa Câmara. O inquérito foi amplamente ridicularizado após se tornar público que Mikhail Bakunin estava entre os suspeitos, o qual Camila definiu como "uma obra de literatura fantástica de má qualidade". A mídia reportou que a intenção do grupo era organizar um “Junho Negro”, em referência às Jornadas de Junho.
Em 12 de julho, na véspera da Copa do Mundo, a polícia invadiu o apartamento de Camila Jourdan e a prendeu, junto com seu namorado. Ela passou 13 dias na penitenciaria de Bangu. Outras 19 pessoas foram presas, todos acusados de formação de quadrilha. Camila foi chamada de Salomé dos black blocs pelo jornalista Reinaldo Azevedo. O então reitor da UERJ lançou uma nota criticando a utilização da prisão preventiva no âmbito da política. Diversos grupos declararam solidariedade aos presos
À Folha de S.Paulo ela declarou: "existe uma necessidade de se fabricar líderes para essas manifestações. E quem se encaixa muito bem no papel da mentora intelectual? A professora universitária. Cai como uma luva, entendeu?" O papel da mídia nesse caso foi amplamente criticado, e sobre isso Camila disse, em entrevista:
Estamos sendo perseguidos e criminalizados pelas grandes corporações porque atrapalhamos seus interesses. Não é de se estranhar que eles voltem todas as suas armas contra nós e tentem transformar nossas vidas em um espetáculo exemplar facilmente vendido como mais uma mercadoria. E as armas são muitas, afinal estamos falando daqueles que exercem privilegiadamente poder e controle na nossa sociedade, e eles não querem abrir mão dos seus privilégios, eles utilizam toda sorte de manipulação e fraude. Isso não me espanta.
O desembargador Siro Darlan concedeu mais tarde, no dia 18 daquele mês, o habeas corpus aos 23 presos.

## Obras
- Jourdan, Camila. 2013: Memórias e resistências. Hedra, 2020.
- Organização e coautoria. Teoria Política Anarquista e Libertária. Junto com Wallace dos Santos de Moraes (Org.)
- Organização e coautoria. Antifa: Modo de usar. Acácio Augusto; Marina Knup; Matheus Marestoni; Mark Bray; Camila Jourdan; Erick Rosa; Rodrigo Lobo Damasceno; Raphael Sanz; Alfredo Bonanno.